# Limax erythrus
Limax erythrus is een slakkensoort uit de familie van de Limacidae. De wetenschappelijke naam van de soort is voor het eerst geldig gepubliceerd in 1864 door Jules René Bourguignat.